# Rosa Bonheur
Rosa Bonheur (rojena Marie-Rosalie Bonheur), francoska umetnica, animalière - slikarka živali in kiparka, * 16. marec 1822, Bordeaux, † 25. maj 1899, Thomery, Francija
Znana je bila po svojem umetniškem realizmu.
Njene najbolj znane slike so Oranje v Nivernaisu, prvič razstavljena na Pariškem salonu leta 1848, zdaj pa na Musée d'Orsay v Parizu in Konjski sejem (v francoščini: Le marché aux chevaux) ,, ki je bila razstavljena na Salonu leta 1853 (končana leta 1855) in je zdaj v Metropolitanskem muzeju umetnosti v New Yorku. Bonheurjeva je v 19. stoletju veljala za najslavnejšo žensko slikarko.

## Zgodnji razvoj in umetniško usposabljanje
Bonheurjeva se je rodila 16. marca 1822 v Bordeauxu, Gironde, kot najstarejši otrok v družini umetnikov. Njena mati je bila Sophie Bonheur (née Marquis), učiteljica klavirja; umrla je, ko je bila Rosa Bonheur stara enajst let. Njen oče je bil Oscar-Raymond Bonheur, krajinski in portretni slikar, ki je spodbujal hčerine umetniške talente. Čeprav je judovskega izvora, se je družina Bonheur držala Saint-Simonianisma, krščansko-socialistične sekte, ki je spodbujala izobraževanje žensk skupaj z moškimi. Slikarja živali sta bila tudi brat Auguste Bonheur in sestra Juliette Bonheur ter kiparka živali Isidore Jules Bonheur. Francis Galton je v istoimenskem eseju iz leta 1869 uporabil Bonheursje kot primer »dednega genija« .
Bonheurjeva se je leta 1828, pri šestih letih z mamo in sorojenci preselila v Pariz, njen oče pa je šel pred njimi, da bi si ustvaril prebivališče in dohodek. Po poročilih v družini je bila nebogljen otrok in se je težko učila brati, čeprav je še preden se je znala pogovarjati, s svinčnikom in papirjem več ur skicirala. Njena mati jo je naučila brati in pisati, tako da jo je prosila, naj izbere in nariše drugačno žival za vsako črko abecede. Umetnica je svojo ljubezen do risanja živali pridobila s temi lekcijami branja z materjo.
V šoli je bila pogosto moteča, zato so jo izgnali iz številnih šol . Po neuspelem vajeništvu za šiviljo se je njen oče pri dvanajstih letih lotil izobraževanja za slikarko. Dovolil ji je, da se je začela ukvarjati s slikanjem živali, tako da je v družinski atelje na študij pripeljala žive živali.
Po tradicionalnem učnem načrtu umetniške šole v tem obdobju je Bonheurjeva začela svoje usposabljanje s kopiranjem slik iz knjig in s skiciranjem mavčnih modelov. Ko je njeno usposabljanje napredovalo, je naredila študije udomačenih živali, vključno s konji, ovcami, kravami, kozami, zajci in drugimi živalmi na pašnikih v okolici Pariza, na odprtih poljih Villiersa blizu Levallois-Perreta in še vedno divjih Bois de Boulogne. Pri štirinajstih letih je v Louvru začela kopirati slike. Med njenimi najljubšimi slikarji sta bila Nicholas Poussin in Peter Paul Rubens, kopirala pa je tudi slike Paulusa Potterja, Fransa Pourbusa mlajšega, Louisa Léopolda Roberta, Salvatoreja Rosa in Karla Dujardina.
Študirala je anatomijo živali in osteologijo v pariških klavnicah in s seciranjem živali na École nationale vétérinaire d'Alfort, Nacionalnem veterinarskem inštitutu v Parizu. Tam je pripravila podrobne študije, ki jih je pozneje uporabila kot reference za svoje slike in skulpture. V tem obdobju se je spoprijateljila z očetom in sinom primerjalnima anatomom in zoologom, Étienne Geoffroy Saint-Hilaire in Isidore Geoffroy Saint-Hilaire.

## Zgodnji uspeh
Naročilo francoske vlade je Bonheurjevo vodilo do prvega velikega uspeha, Oranje v Nivernaisu, razstavljenega leta 1849 in zdaj v Musée d'Orsay v Parizu. Njeno najbolj znano delo, monumentalni Konjski sejem, je bilo 2,43 m visoko in 4,87 m široko, dokončano pa leta 1855. Upodablja tržnico konj v Parizu, ob drevoredu v bližini bolnišnice Pitié-Salpêtrière, ki je viden v ozadju slike. V Narodni galeriji v Londonu je pomanjšana različica. To delo je vodilo k mednarodni slavi in priznanju; istega leta je potovala na Škotsko in na poti spoznala kraljico Viktorijo, ki je občudovala Bonheurjino delo. Na Škotskem je naredila skice za poznejša dela, vključno s sliko Višavski pastir, dokončana leta 1859 in Scottish Raid, dokončana leta 1860. Ti deli prikazujeta način življenja v škotskem višavju, ki je izginilo stoletje prej in sta bili zelo privlačni za viktorijansko občutljivost.
Bonheurjeva je razstavila svoje delo v palači likovnih umetnosti in The Woman's Building na World's Columbian Exposition leta 1893 v Čikagu, Illinois. 
Čeprav je bila v Angliji bolj priljubljena kot v svoji rodni Franciji, jo je cesarica Eugénie leta 1865 odlikovala redom legije časti, leta 1894 pa je napredovala v častnika reda. Bila je prva umetnica, ki je prejela to nagrado. 

## Pokroviteljstvo in trg njenega dela
Zastopal jo je trgovec z umetninami Ernest Gambart (1814–1902); leta 1855 je v Združeno kraljestvo pripeljal Bonheurjevo in kupil reprodukcijske pravice za njeno delo. Številne njene gravure so nastale iz reprodukcij Charlesa Georgea Lewisa (1808–1880), enega najboljših graverjev tistega časa.
Leta 1859 ji je uspeh omogočil, da se je preselila v Château de By v bližini Fontainebleauja, nedaleč od Pariza, kjer je živela do konca svojega življenja. Razmišljala je o obnovi in imela stajo za svoje modele živali. Hiša je zdaj muzej, ki ji je posvečen.

## Osebno življenje in zapuščina
Ženske so se v tem obdobju pogosto nerade izobraževale kot umetnice in s tem, ko je postala tako uspešna umetnica, je pomagala odpreti vrata umetnicam, ki so ji sledile.
Bonheurjevo lahko gledamo kot 'novo žensko' 19. stoletja; bila je znana po tem, da je nosila moška oblačila, vendar je svoj izbor hlač pripisala njihovi praktičnosti pri delu z živalmi. V svojem romantičnem življenju je bila dokaj odkrito lezbijka. S svojo prvo partnerko Nathalie Micas je do Micasine smrti živela več kot 40 let, pozneje pa je začela razmerje z ameriško slikarko Ano Elizabeth Klumpke. V tistem  času je bil lezbični seks - zlasti tribadizem - smatran za animalističen in omalovaževan s strani francoske družbe, zato je bila Bonheurjina odzivnost o njenem osebnem življenju prelomna. 
V svetu, kjer je bilo izražanje spola dobesedno nadzorovano, je Rosa Bonheur pretrgala meje tako, da se je odločila za hlače, srajce in kravate. Tega ni storila, ker je hotela biti moški, čeprav se je občasno sklicevala na vnuka ali brata, ko je govorila o svoji družini; raje se je poistovetila z močjo in svobodo, rezervirano za moške. Nošenje moških oblačil je Bonheurjevi dalo občutek identitete, saj ji je omogočilo, da je odkrito pokazala, da se noče držati družbene konstrukcije binarnega spola. Prav tako je kazala svojo seksualnost v času, ko je lezbični stereotip sestavljal ženske, ki so si strigle lase na kratko, nosile hlače in verižno kadile. Rosa Bonheur je počela vse troje. Nikoli ni izrecno dejala, da je lezbijka, ampak to kaže njen življenjski slog in način, kako je govorila o svojih ženskih partnericah.
V življenju je imela dve ženski partnerici; prva, Nathalie Micas, z njo je odraščala in nato živela štirideset let, druga, Anna Klumpke, pa je v njeno življenje prišla po smrti prve. Bonheurjeva je medtem, ko je uživala v dejavnostih, običajno rezerviranih za moške, kot sta lov in kajenje, na svojo ženskost gledala kot na nekaj, kar je veliko boljše od tistega, kar bi moški lahko ponudil ali doživel. Moške je gledala kot neumne in omenila, da so edini samci, za katere ima čas ali pozornost, biki, ki jih je slikala.
Ko se je odločila, da v zvezi s slikarstvom nikoli ne bo postala moški ali privrženec, se je odločila, da bo sama svoja šefinja in da se namesto tega lahko nasloni nase in na svoje ženske partnerje. Svoje partnerke  je osredotočila na domače življenje, medtem ko se je z vlogo slikarke lotila svojih slik. Bonheurjina zapuščina je utrla pot drugim lezbičnim umetnikom, ki niso bili naklonjeni življenjski družbi, ki jim je bila namenjena. 
Umrla je 25. maja 1899 v starosti 77 let v mestu Thomery (By) v Franciji. Pokopana je bila skupaj z Nathalie Micas (1824 - 24. junij 1889), njeno vseživljenjsko spremljevalko, na pokopališču Père Lachaise v Parizu, kasneje se jima je pridružila tudi Klumpkejeva. Mnoge njene slike, ki prej niso bile javno prikazane, so bile leta 1900 prodane na dražbi v Parizu. Eno njenih del, Kralj gozda, je bilo leta 2008 prodano na dražbi za nekaj več kot 200.000 USD.
Z drugimi realističnimi slikarji 19. stoletja je Bonheurjeva večji del 20. stoletja prišla z mode, leta 1978 pa je kritik Oranje v Nivernaisu označil za »popolnoma pozabljeno in le redko potegnjeno iz pozabe«; tisto leto je bila del serije slik, ki jih je francoska vlada poslala na Kitajsko na razstavo z naslovom »Francoska pokrajina in kmet, 1820-1905«. Od takrat se je njen ugled nekoliko oživil.

## Biografska dela
Prvi življenjepis Rose Bonheur je bil objavljen še v njenem življenju: pamflet, ki ga je napisal Eugène de Mirecourt, Les Contemporains: Rosa Bonheur, ki se je pojavil tik po njenem uspehu na Salonu s Konskim sejmom leta 1856. Kasneje ga je Bonheurjeva popravila in opomnila ta dokument.
Drugi zapis je napisala Anna Klumpke, ameriška slikarka iz Bostona, ki je Bonheurjevo spoznala leta 1887, medtem ko je služila kot prevajalka ameriškega zbiralca umetnin. Klumpkejeva je postala Bonheurjina spremljevalka v zadnjem letu življenja in je bila po smrti njena edina naslednica. Klumpkejino biografijo, objavljeno leta 1909 kot Rosa Bonheur: sa vie, son oeuvre, je leta 1997 prevedel Gretchen Van Slyke in je bila objavljena kot Rosa Bonheur: The Artist's (Auto)biography, tako imenovana, ker je Klumpkejeva uporabila Bonheurjevo kot glas prve osebe.
Najbolj avtoritativno delo je Reminiscences of Rosa Bonheur, ki ga je uredil Theodore Stanton (sin Elizabeth Cady Stanton) in istočasno objavljeno v Londonu in New Yorku leta 1910. Ta zvezek vključuje številne dopise med Bonheurjevo in njeno družino in prijatelji, kar daje več vpogleda v umetnikino življenje in njene poglede na umetniški svet in njene umetniške prakse.
Kot znak, kako dobro je znala in dobro razmišljala o njej, je bil Women Painters of the World  iz leta 1905 (sestavil in uredil Walter Shaw Sparrow) podnaslovljen »od časa Caterine Vigri, 1413–1463, do Rosa Bonheur in sedanjosti dan«.

## Časovni nastanek del
- Oranje v Nivernaisu, 1849
- Konjski sejem, 1852–55
- Višavski pastir, 1859
- Družina jelenov, 1865
- Menjava travnikov (Changement de pâturages), 1868
- Španski mulovodci prečkajo Pireneje (Muletiers espagnols traversent les Pyrénées), 1875
- Odstavljanje teleta, 1879
- Štafetni lov, 1887
- Portret Williama F. Codyja, 1889
- Kralj črede, 1868

## Izbrana dela
- Paleta,[25] Minneapolis Institute of Art
- Študija krave. Courtesy Figge Art Museum.
- Študija psa, morda 1860-ih, Princeton University Art Museum
- Štafetni lov
- Bikova glava Brooklyn Museum
- Portret de Col. William F. Cody
- Višavski pastir
- Sangliers dans la neige ali Divje svinje v snegu.
- Le monarque de la meute, Kranj črede
- Royale à la maison